# 亨斯迈
亨斯迈（英語：Huntsman Corporation）是一家美国化学工业公司。主要生产特种化学品。

## 历史
1970年创建在加利福尼亚州富勒顿，最初叫亨斯迈包装容器公司。1982年在犹他州盐湖城成立亨斯迈化学集团。2005年2月在纽约证券交易所挂牌上市。2017年5月22日宣布和瑞士化工公司科莱恩合并，但遭到股东反对，于同年10月27日宣布终止对等合并计划。